# 老虎滩湾
老虎滩湾在辽东半岛南端北距大连港约22.2公里处，介于半拉山南嘴和南山嘴之间。因湾处老虎滩海域而得名。沿岸有渔港、旅游码头、宾馆、疗养院及老虎滩海洋公园。为大连市主要游览区之一。

## 图片

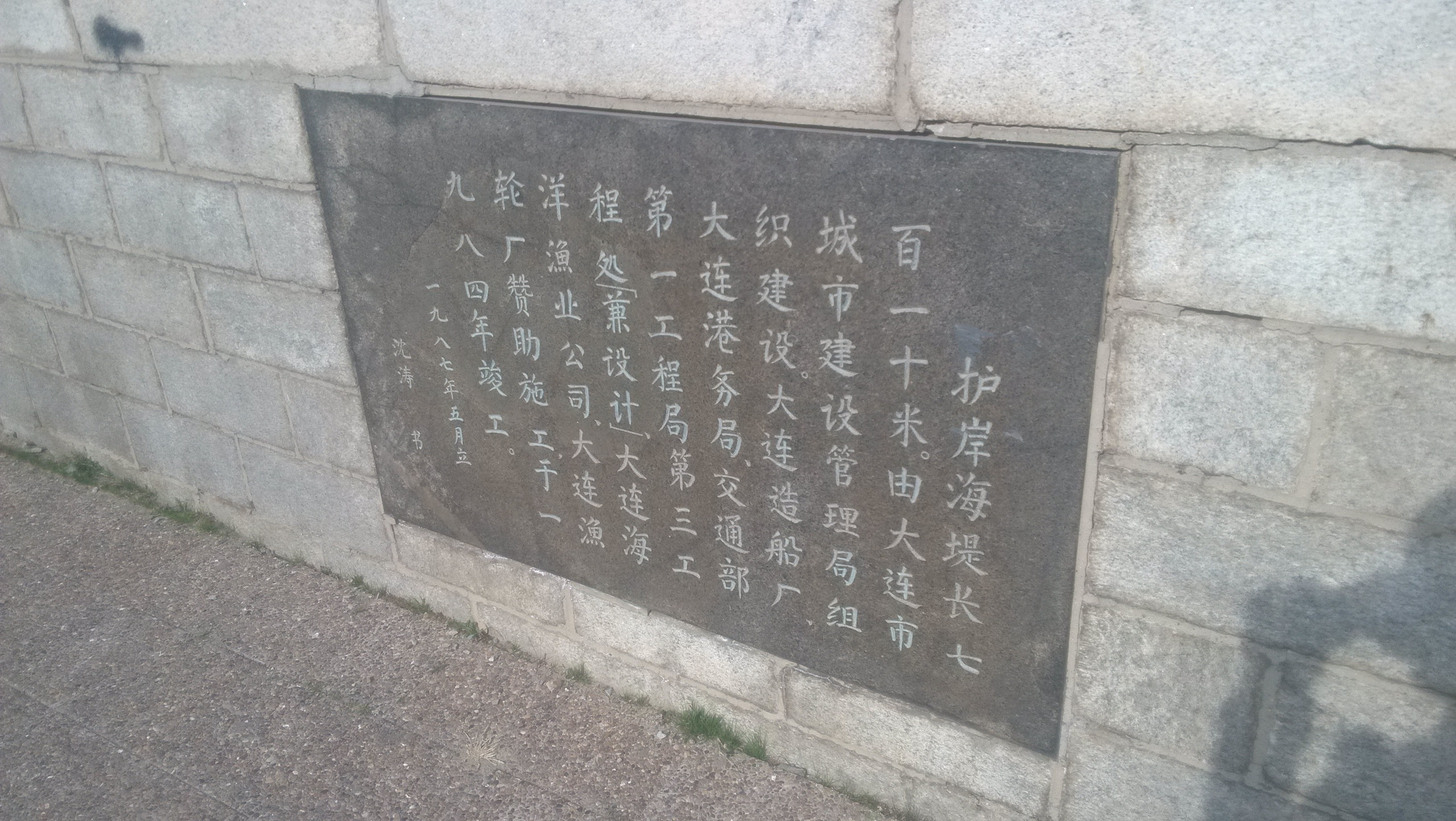
老虎滩附近的护岸海堤兴海堤，由大连市城建局于1984年兴建
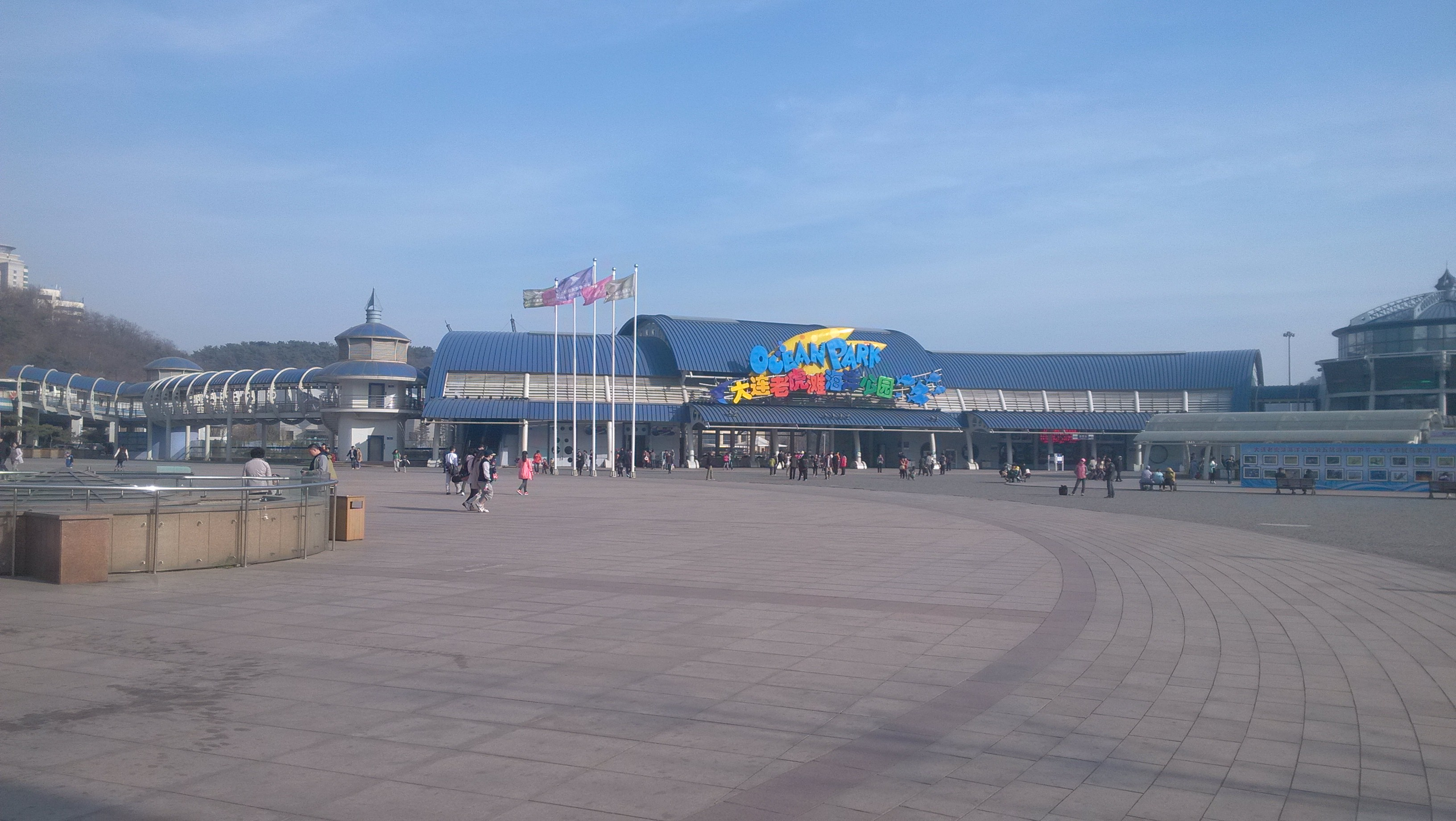
老虎滩海洋公园正门
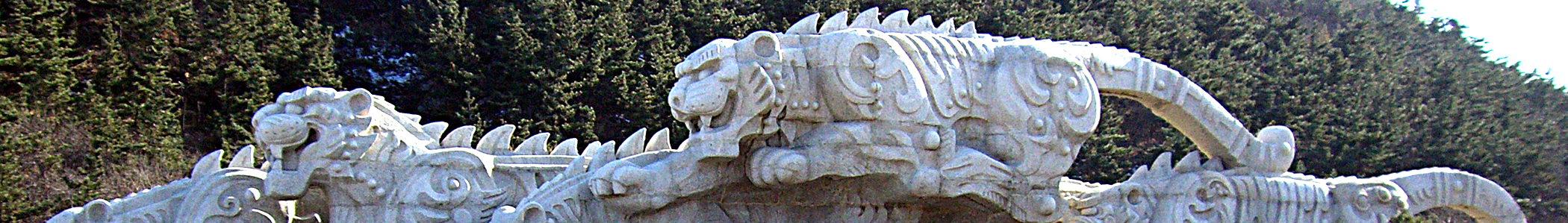
老虎滩海洋公园门外的五虎塑像
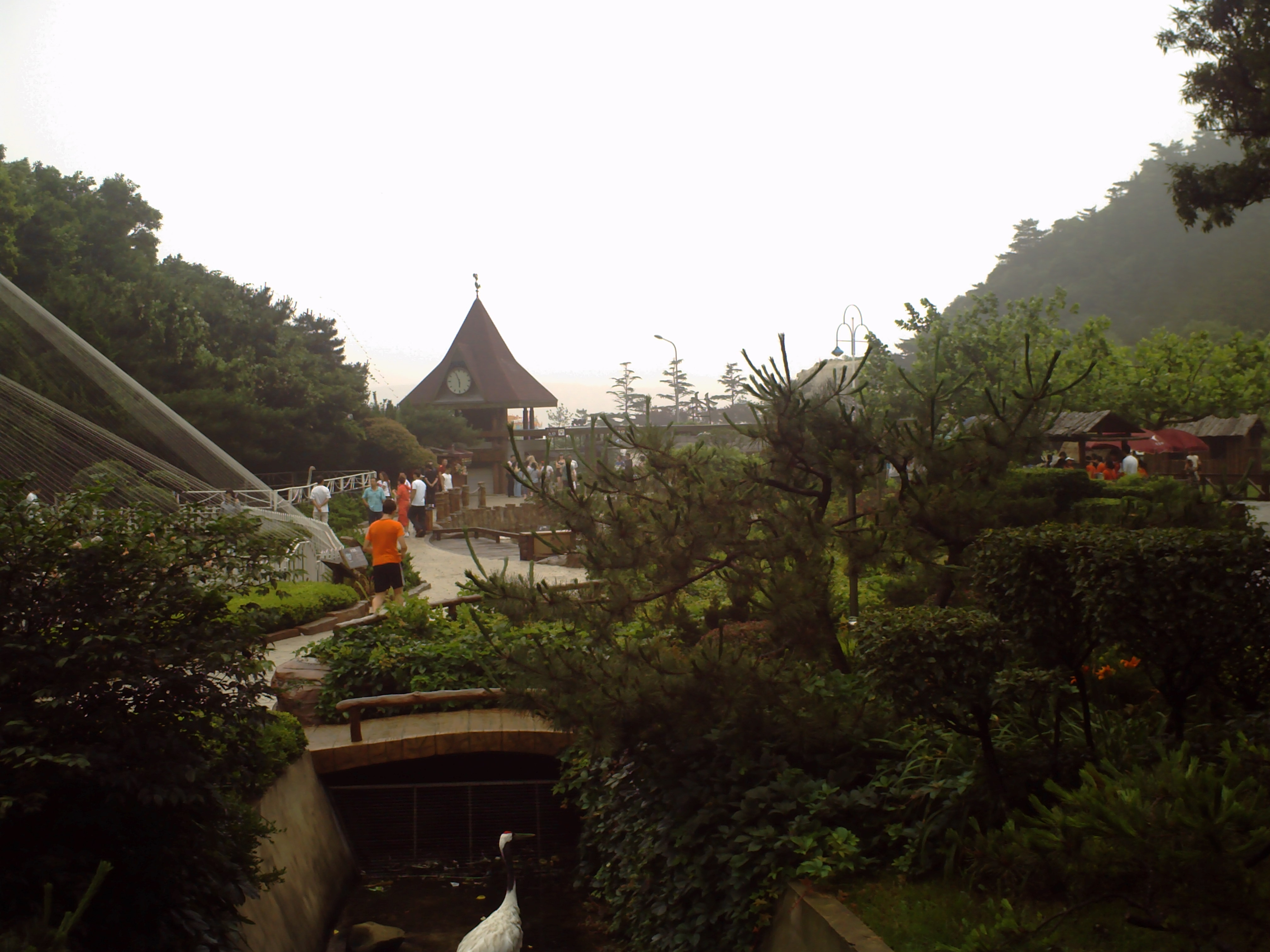
老虎滩海洋公园——鸟语林